# Abdel Qader Saleh
Abdel Qader Saleh (1980/1981 - 18 de noviembre de 2013) fue un combatiente en la Guerra Civil Siria.

## Biografía
Saleh fue uno de los tres fundadores de la Brigada Al-Tawhid. Originariamente un mercante del pueblo de Mareh, al norte de Alepo, Saleh organizó docenas de brigadas rebeldes en la región. También era conocido por su nom de guerre "Hajji Mareh". Saleh formaba parte de la estructura de mando oficial del Ejército Libre Sirio y tenía enlaces con facciones islamistas locales como Ahrar ash-Sham y el Frente Al-Nusra. Lideró la captura de la mitad de Alepo al inicio de la Batalla de Alepo. Saleh había sobrevivido a numerosos ataques y enfrentamientos, y había sido anunciado muerto por los medios de comunicación favorables a Asad.
El 14 de noviembre de 2013, mientras se reunía con otros comandantes en una base de Alepo, fue herido por un ataque aéreo, y murió por sus heridas. Esa noche, murió de sus heridas en Turquía. Sin embargo, su muerte se mantuvo en secreto durante cuatro días, hasta que pudo ser enterrado. Murió a los 33 años.